# 近衛前子
近衛 前子（平假名：、天正3年（1575年） - 寛永7年月3日（1630年8月11日））為織豐時期江戶時代初期女性。後陽成天皇女御。後水尾天皇母。父為近衛前久、母為若狹武田氏。養父為豐臣秀吉。

## 經歷
天正14年（1586年）成為豐臣秀吉養女入内。成為後陽成天皇女御。由於已經許久沒有來自攝家的人入內、成為南北朝時期以來的女御再興。
元和6年（1620年）成為准三宮。贈與院號中和門院（ちゅうわもんいん）。元和8年（1622年）出家。寛永7年（1630年）7月3日死去。葬於泉湧寺。

## 子女
- 聖興女王（1590-1594）
- 龍登院宮（1592-1600）
- 清子內親王（1593-1674） - 鷹司信尚室
- 文高女王（1595-1644）
- 政仁親王（後水尾天皇）（1596-1680）
- 尊英女王（1598-1611）
- 近衛信尋（1599-1649） - 近衛信尹養子、關白
- 高松宮好仁親王（1603-1638） - 高松宮始祖）
- 一条昭良（1605-1672） - 一条內基養子、攝政・關白
- 貞子內親王（1606-1675） - 二条康道室
- 尊覺法親王（1608-1661） - 一乘院門跡
- 尊蓮女王